# MG 13
MG 13 (Maschinengewehr 13) byl v Německu vyvinutý víceúčelový kulomet, který byl po dobu několika let standardní zbraní Reichswehru.
Vývoj MG 13 byl iniciován potřebou nahradit těžkopádné převážně vodou chlazené zbraně typu MG 08. Německé vojenské vedení požadovalo vzduchem chlazený kulomet, který by měl být co nejuniverzálnější, ať už jako pěchotní zbraň nebo výzbroj obrněných vozidel a letadel. Podmínky versailleské smlouvy sice vývoj nových automatických zbraní zakazovaly, ale zákaz byl obejit. Jako základ pro nový kulomet posloužil vodou chlazený MG Dreyse 18, který za první světové války sloužil jen jako provizorní zbraň. V roce 1930 byl do služby přijat vylepšený model, ale zůstal jen krátce. Od roku 1936 byl do značné míry vyřazen a nahrazován modernějším MG 34. Ke konci druhé světové války byly z důvodu nedostatku jiných zbraní z rezerv ještě vydávány jednotkám.

## Popis
Zbraň funguje na principu krátkého zákluzu hlavně, který je uzamčen nesenou kyvnou závorou. Kulomet střílí netradičně z uzavřeného závěru (tj. z přední polohy) a bicí mechanismus je kladívkový. Další mechanismu netypický pro německé zbraně je 
střelecká pohotovost. Hlaveň je vzduchem chlazená a není možné ji rychle vyměnit v polních podmínkách. Pažbu je možné sklopit podél zbraně. Kulomet umožňuje střelbu jednotlivými ranami a to bez přepínání pákou jen pomocí spouště s dvěma jazýčky. Kulomet je vybaven transportní rukojetí, dále je možné jej osadit sklopnou dvojnožkou nebo protileteckým zaměřovačem.

## Varianty
- MG 13: Standardní verze, delší hlaveň
- MG 13k: Zkrácená verze, délka hlavně snížena na 600 mm
- MK 13kd: Zkrácená verze s masivnější hlavní pro delší dobu střelby